# Parasemia stotzneri
Parasemia stotzneri är en fjärilsart som beskrevs av Bang-haas 1927. Parasemia stotzneri ingår i släktet Parasemia och familjen björnspinnare. Inga underarter finns listade i Catalogue of Life.